# Atheta cheersae
Atheta cheersae är en skalbaggsart som beskrevs av Klimaszewski in Klimaszewski och Winchester 2002. Atheta cheersae ingår i släktet Atheta och familjen kortvingar. Inga underarter finns listade i Catalogue of Life.